# Obbedisco

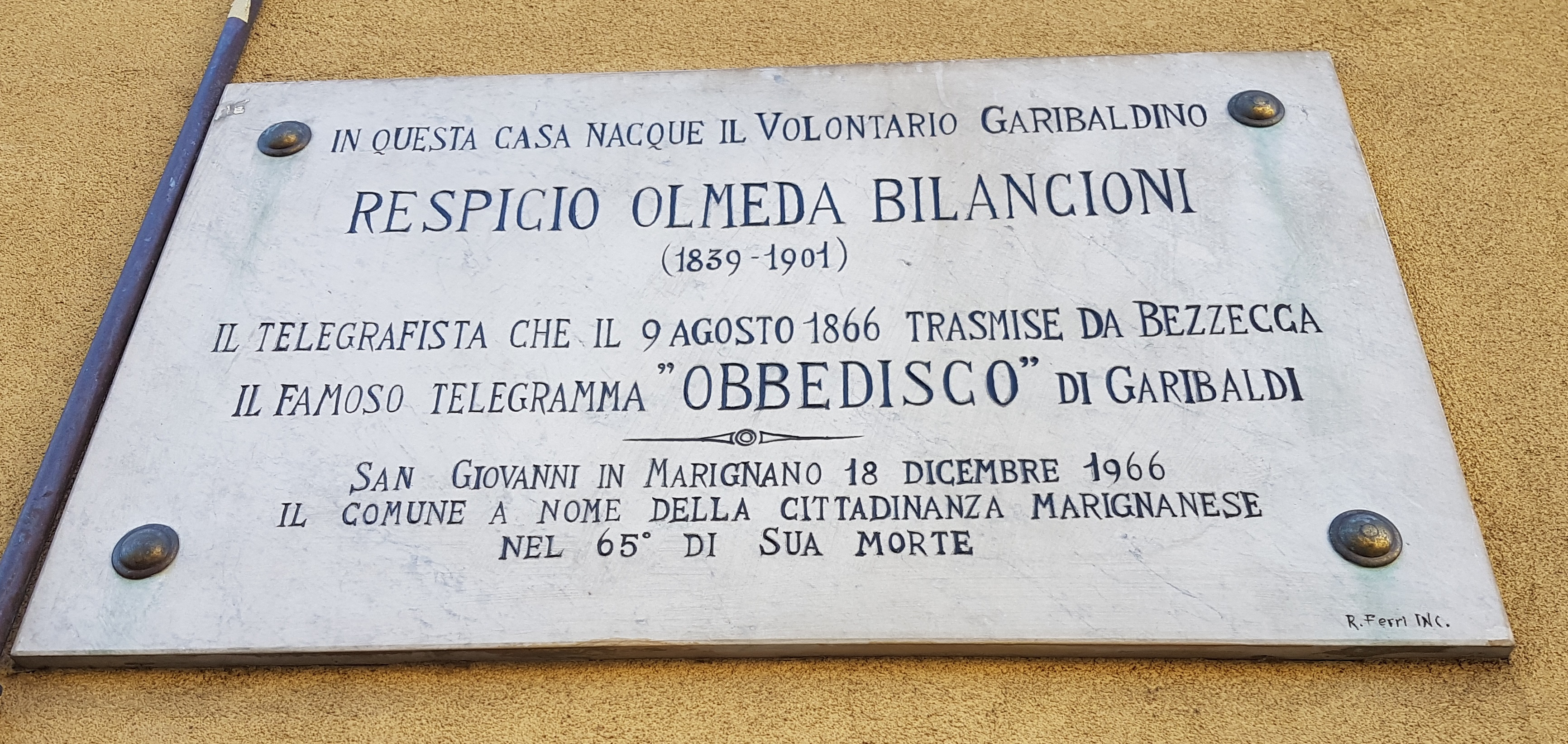
Lapide commemorativa collocata sulla facciata della casa natale del garibaldino Respicio Olmeda Bilancioni in via Roma n. 79 a San Giovanni in Marignano (Rimini), colui che trasmise il famoso telegramma.

"Obbedisco" è il contenuto del telegramma scritto da Giuseppe Garibaldi, allora capo del Corpo Volontari Italiani, il 9 agosto 1866, in risposta al generale Alfonso La Marmora,  che gli aveva intimato di fermare la sua avanzata verso Trento contro gli austriaci nella terza guerra di indipendenza.
è il testo completo del telegramma, il cui originale è conservato presso l'Archivio Centrale dello Stato, e una copia è conservata anche presso il Palazzo del Quirinale. La trascrizione che La Marmora consegnò al re, conservata fino al 1993 presso Casa Savoia, fu consegnata all'Archivio di Stato di Torino. L'Obbedisco di Garibaldi, entrato subito e stabilmente nelle principali raccolte di citazioni, è stato anche oggetto di rappresentazioni parodiche.

## I fatti
Con l'invasione del Trentino, culminata nella battaglia di Bezzecca, il generale Garibaldi era riuscito non solo a tenere testa al nemico, ma addirittura ad avanzare e conquistare territorio prezioso ai fini della guerra.
Le vittorie dei volontari di Garibaldi ebbero inoltre un valore simbolico, seguendo le sconfitte di Custoza e della marina a Lissa. Con la pace, conseguita grazie ai successi prussiani, gli italiani non ottennero però i territori presi da Garibaldi, che egli sgomberò su richiesta del re per dare seguito agli accordi che riconoscevano all'Italia il Veneto.